# 周吉太
周吉太（1938年7月—1995年11月28日），男性，湖南祁东人，1972年加入中国共产党。毕业于华南工学院。中华人民共和国政治人物。曾任中共株洲市委书记等职务。中共十四大代表。

## 生平
周吉太早年在广东的华南工学院就读，毕业后被分配到株洲化工厂工作，最终官至该工厂副厂长。1983年，周吉太离开国企，转战政界，先后出任中共株洲市委副书记、市人民政府常务副市长:398，市人民政府市长，1990年6月升任中共株洲市委书记，后于1994年1月去职:35-36。
1995年7月，周吉太转任国企湖南省国际信托投资公司党委书记、总经理，但在当年11月28日病逝。